# إيمويلينات
الإيمويلينات (الاسم العلمي:†Emuelloidea) هي فوق فصيلة منقرضة من ثلاثيات الفصوص تتبع رتبة الردليشيات.

## التصنيف
- فصيلة الإيمويلات
  - جنس الإيمويلة